# Prêmios Independent Spirit de 2016
A 31.ª cerimônia do Independent Spirit Awards, mais conhecida como Independent Spirit Awards 2016, foi uma transmissão televisiva produzida pela Film Independent (FINDIE) e realizada em 27 de fevereiro de 2016, em Santa Mônica, Califórnia, para celebrar as melhores contribuições independentes à industria do cinema no ano de 2015. Kate McKinnon e Kumail Nanjiani foram os anfitriões da cerimônia.
Os indicados foram anunciados em 24 de novembro de 2015. Carol foi o filme com o maior numero de indicações, seis no total. O drama Spotlight foi premiado na categoria mais importante: melhor filme.

## Vencedores e indicados

### Prêmios
Indica o ganhador dentro de cada categoria.
| Melhor Filme | Melhor Diretor |
| --- | --- |
| Spotlight - Anomalisa - Beasts of No Nation - Carol - Tangerine | Tom McCarthy – Spotlight - Sean Baker – Tangerine - Cary Joji Fukunaga – Beasts of No Nation - Todd Haynes – Carol - Charlie Kaufman e Duke Johnson – Anomalisa - David Robert Mitchell – It Follows              |
| Melhor Ator | Melhor Atriz |
| Abraham Attah – Beasts of No Nation - Christopher Abbott – James White - Ben Mendelsohn – Mississippi Grind - Jason Segel – The End of the Tour - Koudous Seihon – Mediterranea     | Brie Larson – Room - Cate Blanchett – Carol - Rooney Mara – Carol - Bel Powley – The Diary of a Teenage Girl - Kitana Kiki Rodriguez – Tangerine                                                                  |
| Melhor Ator Coadjuvante | Melhor Atriz Coadjuvante |
| Idris Elba – Beasts of No Nation - Kevin Corrigan – Results - Paul Dano – Love & Mercy - Richard Jenkins – Bone Tomahawk - Michael Shannon – 99 Homes                               | Mya Taylor – Tangerine - Robin Bartlett – H. - Marin Ireland – Glass Chin - Jennifer Jason Leigh – Anomalisa - Cynthia Nixon – James White                                                                        |
| Melhor Roteiro | Melhor Primeiro Roteiro |
| Tom McCarthy e Josh Singer – Spotlight - Charlie Kaufman – Anomalisa - Donald Margulies – The End of the Tour - Phyllis Nagy – Carol - S. Craig Zahler – Bone Tomahawk              | Emma Donoghue – Room - Jesse Andrews – Me and Earl and the Dying Girl - Joseph Carpignano – Mediterranea - Marielle Heller – The Diary of a Teenage Girl - John Magary, Russell Harbaugh e Myna Joseph – The Mend |
| Melhor Primeiro Filme | Melhor Documentário |
| The Diary of a Teenage Girl - James White - Manos Sucias - Mediterranea - Songs My Brothers Taught Me                                                                               | The Look of Silence - Best of Enemies - Heart of a Dog - Meru - The Russian Woodpecker - (T)ERROR |
| Melhor Fotografia | Melhor Edição |
| Edward Lachman – Carol - Cary Joji Fukunaga – Beasts of No Nation - Michael Gioulakis – It Follows - Reed Morano – Meadowland - Joshua James Richards – Songs My Brothers Taught Me | Tom McArdle – Spotlight - Ronald Bronstein e Benny Safdie – Heaven Knows What - Nathan Nugent – Room - Julio C. Perez IV – It Follows - Kristan Sprague – Manos Sucias                                            |
| Melhor Filme Estrangeiro | |
| Saul fia ( Hungria) - El abrazo de la serpiente ( Colômbia) - Bande de filles ( França) - Mustang ( França) - En duva satt på en gren och funderade på tillvaron ( Suécia)          | |

### Prêmio John Cassavetes
- Krisha
- Advantageous
- Christmas, Again
- Heaven Knows What
- Out of My Hand

### Prêmio Robert Altman
- Spotlight